# Кітсап
47°34′00″ пн. ш. 122°46′59″ зх. д. / 47.5667° пн. ш. 122.783° зх. д.
Півострів Кітсап (Кіцап) [ˈkɪtˌsæp] лежить до захід від Сіетла через П'юджет-Саунд, у штаті Вашингтон, на Тихоокеанському Північно-Заході. Канал Гуда відокремлює півострів від півострова Олімпік на його західній стороні. Півострів Кітсап містить переважну більшість округу Кітсап, (до якого також відносяться острова Бейнбрідж та Блейк), а також включає північно-східну частину округу Мейсон та північно-західну частину округу Пірс. Найвища точка на півострові Кітсап — Золота гора. На півострові знаходиться військово-морська корабельня П'юджет-Саунд ВМС США та військово-морська база Кітсап. Головне місто півострова — Бремертон.

## Назва
Хоча раніше Кітсап згадувався як Великий півострів або Індіанський півострів, й до речі «Великий півострів» досі є його офіційною назвою, нинішня назва походить від округу Кітсап, що займає більшу частину півострова та який найменовано на честь вождя Кітсапа, відомого воїна та знахаря 18-го і 19-го століття з племені суквомішів.
Суквоміші були одним з історичних рибальських племен, що належали до групи народів узбережжя Саліш, і їхні предки селилися на східних берегах півострова Кітсап. Місто Сіетл, що розташоване неподалік, названо на честь найвідомішого ватажка племені, вождя Сіетла. Сучасним племінним центром Суквомішів є Індіанська резервація Порт-Медісон, розташована між Ползбо та перевалом Агат.
Півострів Кітсап також є домівкою для племені Порт-Гембл С'Клалам, іншої гілки прибережно-салішського народу, племінним центром якого є Індійська резервація Port Gamble S'Klallam у Літтл-Бостоні, розташована на північно-західному узбережжі півострова. І хоча їх головний центр зараз у Скокоміші, канал Худа був головним осередком спільнот Твани, іншої підгрупи племен узбережжя Саліш.

## Інфраструктура
Півострів сполучений зі східним берегом П'юджет-Саунд поромами, що курсують від Бремертона до центру міста Сіетла, від Кінгстона до Едмондса і від Саутворта до Західного Сіетла через острів Вашон, через міст Вузький міст міста Такома від Поїнт-Фосдік до Такоми, і до північно-східного берега головного півострова Олімпік мостом через канал Худ .

## Міста та містечка
- Annapolis[en]
- Бангор-Бейс
- Белфеєр
- Бремертон
- Brownsville[en]
- Colby[en]
- Чико
- Іст-Порт-Орчард
- Ерлендс-Пойнт-Кіцап-Лейк
- Гіг-Гарбор
- Горст
- Гансвілл
- Illahee[en]
- Індіанола
- Кіпорт
- Кінгстон
- Манчестер
- Наві-Ярд-Сіті
- Olalla[en]
- Парквуд
- Port Gamble[en]
- Порт-Орчерд
- Ползбо
- Перді
- Retsil[en]
- Сібек
- Сілвердейл
- Саутворт
- Саквоміш
- Tahuya[en]
- Трейсітон

## Затоки та вхідні отвори
- Agate Pass[en]
- Appletree Cove[en]
- Burke Bay[en]
- Burley Lagoon[en]
- Carr Inlet[en]
- Case Inlet[en]
- Colvos Passage[en]
- Coon Bay[en]
- Dogfish Bay[en]
- Dyes Inlet[en]
- Hood Canal[en]
- Liberty Bay[en]
- Oyster Bay[en]
- Phinney Bay[en]
- Port Gamble[en]
- Port Madison[en]
- Port Orchard[en]
- Port Washington Narrows[en]
- Rich Passage[en]
- Sinclair Inlet[en]
- Tacoma Narrows[en]

## Миси
- Agate Pass[en]
- Appletree Cove[en]
- Burke Bay[en]
- Burley Lagoon[en]
- Carr Inlet[en]
- Case Inlet[en]
- Colvos Passage[en]
- Coon Bay[en]
- Dogfish Bay[en]
- Dyes Inlet[en]
- Hood Canal[en]
- Liberty Bay[en]
- Port Gamble[en]
- Port Madison[en]
- Port Orchard[en]
- Port Washington Narrows[en]
- Rich Passage[en]
- Sinclair Inlet[en]
- Tacoma Narrows[en]